# Nintendo Switch Pro Controller
El Nintendo Switch Pro Controller és un comandament de consola fabricat i llançat per Nintendo per al seu ús amb la consola de videojocs Nintendo Switch. És un dispositiu alternatiu a l'altre comandament que ofereix la consola, el Joy-Con.

## Disseny i característiques
El Nintendo Switch Pro Controller incorpora un disseny de botons similar al del Classic Controller Pro de la consola Wii, també de Nintendo, però utilitza un disseny de joystick que es fa servir també pel comandament de GameCube i la família de consoles Xbox de Microsoft, amb un disseny molt similar al del comandament inalàmbric de Xbox. Es poden sincronitzar fins a vuit Pro Controllers amb la Nintendo Switch. A més, el Pro Controller també es pot connectar al PC per fer-lo servir amb jocs d'ordinador, com els de la plataforma Steam, que va afegir un suport per al Pro Controller a través d'una actualització el 9 de maig de 2018. El comandament triga aproximadament 6 hores a completar la càrrega de bateria. Quan està completament carregat, la bateria sol durar al voltant de 40 hores.El comandament també compta amb un connector del tipus USB-C, a més d'incloure un cable de càrrega USB-C a Tipus-A, perquè es pugui connectar als ports USB-A 2.0 a la base de la Nintendo Switch .
Aquests són tots els botons que té el comandament:
- Creueta;
- A, B, X, Y;
- L i R;
- ZL i ZR;
- Dos joysticks;
- Botó -;
- Botó +;
- Home (casa);
- Captura (permet fer captures de pantalla o vídeos del joc al qual s'està jugant).

## Història
El Nintendo Switch Pro Controller es va presentar juntament amb la consola Nintendo Switch el 20 d'octubre del 2016 i es va llançar al mercat el 3 de març de l'any següent.

## Edicions especials
L'edició estàndard del comandament Nintendo Switch Pro és negra, però també existeixen les següents edicions especials:
- Edició Splatoon 2: mànec esquerre verd, mànec dret rosa, amb un disseny d'esquitxat de tinta
- Edició Xenoblade Chronicles 2: mànecs de color rosa amb un disseny inspirat en Pyra
- Edició Super Smash Bros. Ultimate: mànecs blancs amb un disseny de logotip blanc de Super Smash Bros
- Edició Monster Hunter Rise: negre amb un disseny Magnamalo daurat
- Edició Monster Hunter Rise: Sunbreak: negre amb un disseny Malzeno platejat
- Edició Splatoon 3: mànec esquerre blau, mànec dret groc neó, amb un disseny d'esquitxat de tinta

## Missatge secret
A la placa mare del comandament, mantenint pressionat el joystick dret i mirant de prop el plàstic transparent que envolta el seu sòcol i alhora il·luminant-lo amb una llum, es pot arribar a llegir un missatge ocult que diu "THX2ALLGAMEFANS!" (gràcies a tots els fans dels jocs). El missatge va ser descobert per l'usuari japonès de Twitter Geo Stream el 4 de març del 2017, un dia després del llançament del Switch.